# Lorna Mackenzie
Pour les articles homonymes, voir Mackenzie.
Lorna Mackenzie née le 22 février 2001, est une joueuse britannique de hockey sur gazon. Elle évolue à Loughborough University et avec les équipes nationales anglaise et britannique.

## Carrière
Elle a fait ses débuts le 23 avril 2022 avec l'Angleterre contre les États-Unis en Caroline du Nord lors de la Ligue professionnelle 2021-2022.

## Palmarès
- : 3e à la Coupe du monde U21 2022